# Fonden för integrerad gränsförvaltning
Fonden för integrerad gränsförvaltning (engelska: Integrated Border Management Fund, IBMF) är en fond inom Europeiska unionen som syftar till att stödja genomförandet av Schengensamarbetets integrerade gränsförvaltning av de yttre gränserna samt för tullkontrollutrustning. Fonden inrättades 2021. Den består av två delar, en för integrerad gränsförvaltning och en annan för tullkontrollutrustning. Alla medlemsstater deltar i den sistnämnda delen, medan Irland står utanför den förstnämnda delen på grund av sin undantagsklausul från Schengensamarbetet. Island, Liechtenstein, Norge och Schweiz omfattas av den första delen av fonden genom sina särskilda associeringsavtal till Schengensamarbetet.